# 데비나 본네르지
데비나 본네르지(힌디어: देबिना बनर्जी, 1983년 4월 18일 ~ )는 인도의 배우이다.